# Перваго, Владимир Александрович
Владимир Александрович Перваго (16.08.1912 — 27.11.1990) — советский учёный, доктор геолого-минералогических наук. Заслуженный геолог РСФСР (1973).
Родился на Дальнем Востоке, сын потомственного военного.
Окончил Владивостокский горный техникум (1931) и заочное отделение геологоразведочного факультета Дальневосточного политехнического института (1939).
Работа:
- 1931—1932 - инженер-геолог в полевых партиях.
- 1932—1943 - начальник геологоразведочной экспедиции Дальневосточного геологического управления.
- 1943—1948 - главный инженер, 1948—1950 начальник Дальневосточного геологического управления (Хабаровск).
- 1950—1958 - в Южной Якутии: руководство разведкой месторождений Алданского железорудного района (железные руды, месторождения сопутствующего минерального сырья — от коксующихся углей до флюсов, огнеупоров и строительных материалов).
- 1958—1963 - начальник Уральского геологического управления.
- 1963—1986 - в Министерстве геологии СССР: начальник Отдела минеральных ресурсов, начальник Планово-экономического управления (1965—1979), начальник Управления по перспективному планированию геологоразведочных работ.

Специалист в области организации геологоразведочных работ на Дальнем Востоке, в Якутии, на Урале, в целом в СССР; в области геолого-экономической оценки месторождений железных руд, меднопорфировых месторождений и руд цветных металлов.
Доктор геолого-минералогических наук (1971).
Автор монографий:
- Алданская железорудная провинция. Владимир Александрович Перваго. — М.: Недра, 1966. — 116 с.
- Условия формирования и геолого-экономическая оценка промышленных типов месторождений цветных металлов. Владимир Александрович Перваго. — М.: Недра, 1975. — 270 с.
- Свинцово-цинковые месторождения мира / В. А. Перваго. — М.: Недра, 1993. — 255 с. : ил. — ISBN 5-247-02535-0
- Перваго В. А. Геология и экономика медно-порфировых месторождений. — М., Недра, 1978.

Награждён орденами Ленина (1963), Трудового Красного Знамени, «Знак Почёта» (1944).
Умер 27 ноября 1990 года в Москве.